# تجاسوی پراکاش
تجاسوی پراکاش وایانگانکار (زادهٔ ۱۰ ژوئن ۱۹۹۳) ☃☃ یک هنرپیشه هندی است که در تلویزیون هندی و فیلم‌های مراتی ظاهر می‌شود.
پراکاش در ۱۰ ژوئن 1993 در جده، عربستان سعودی به دنیا آمد و در خانواده ای مراتی بزرگ شد. او فارغ‌التحصیل رشته مهندسی الکترونیک و مخابرات از دانشگاه بمبئی است.
پراکاش با بازیگر و مجری کاران کوندرا قرار می‌گیرد. آنها در نمایش واقعی Bigg Boss 15 شرکت کردند و پس از آن رابطه آنها شروع شد.